# Cal Moliner (Oristà)
Cal Moliner és una masia d'Oristà (Lluçanès) inclosa a l'Inventari del Patrimoni Arquitectònic de Catalunya.

## Descripció
Ruïnes d'un antic edifici de planta rectangular que sols conserva en peus gran part de tres de les quatre parets exteriors. Els murs són fets amb carreus irregulars i morter. Algunes de les obertures conserven encara els ampits i les llindes. Totes les pedres de les cantoneres dels murs i de les obertures són de color rogenc.